# حكيم خوذي
حكيم خوذي (16 يوليو 1989 ببرج منايل في الجزائر - ) هو لاعب كرة قدم جزائري في مركز الدفاع.

## روابط خارجية
- حكيم خوذي على موقع قاعدة بيانات كرة القدم.إي يو (الإنجليزية)
- حكيم خوذي على موقع Soccerway.com (الإنجليزية)